# Močůvka
Močůvka je tekuté statkové hnojivo, zkvašená moč hospodářských zvířat, v níž je vysoký obsah dusíku a draslíku.
Základní parametry močůvky (Macourek 2002, Růžek et al., Kára et al. 2002):
| Vlhkost [%] | Org. látky [% v suš.] | N [% v suš.] | Poměr C:N |
| ----------- | --------------------- | ------------ | --------- |
| 96–99       | 0–3                   | 0,1–0,9      | 2:1 – 4:1 |

Potenciální problémy pro anaerobní digesci:
- přítomnost antibiotik
- vysoké pH